# August Heinrich Ritter
August Heinrich Ritter (API: [ˈʁɪtɐ]; Zerbst,  21 de noviembre de 1791 - Gotinga, 3 de febrero de 1869) fue un filósofo e historiador de la filosofía alemán.
Nació en Zerbst, y estudió teología y filosofía en Gotinga y Berlín hasta 1815. En 1824 se convirtió en profesor asociado de filosofía en Berlín, siendo posteriormente transferido a Kiel, donde ocuparía la cátedra de filosofía entre 1833 y 1837. Entonces aceptó una posición similar en la Universidad de Gotinga, donde permaneció hasta su muerte. Friedrich Schleiermacher fue una gran influencia en su pensamiento.

## Trabajos
Su principal obra fue una historia de la filosofía (Geschichte der Philosophie) publicada en doce volúmenes en Hamburgo entre 1829 a 1853. Este trabajo fue el producto  de un vasto y minucioso conocimiento de la materia, junto con una facultad crítica imparcial. Su traducción a casi todas las lenguas europeas es muestra de su gran valor.También escribió sobre escuelas filosóficas antiguas como los jonios, los pitagóricos o la megárica.
Junto a estos importantes trabajos históricos, publicó gran número de tratados, entre los cuales merecen mención:
- Abriss der philosophischen Logik. 1824.
- Geschichte der Philosophie. 1829-1853.
  - Su primera parte, «Geschichte der philosophie altera zeit», fue traducida al inglés como: The history of ancient philosophy (Alexander J. W. Morrison, trad.). 1838-1846.
- Ueber das Verhältnis der Philosophie zum Leben. 1835.
- En colaboración con Ludwig Preller: Historia philosophiae Graeco-Romanae. 1838.
- Kleine philosophische Schriften. 1839–1840.
- Versuch zur Verständigung über Dado neueste deutsche Philosophie seit Kant. 1853.
- Sistema der Logik und Metaphysik. 1856.
- Dado christliche Philosophie bis auf dado neuesten Zeiten. 1858-1859.
- Encyklopädie der philosophischen Wissenschaften. 1862-1864.
- Ernest Renan, über dado Naturwissenschaften und dado Geschichte. 1865.
- Ueber das Böse und seine Folgen. 1869.